# 澎湖時報
《澎湖時報》（英語：Penghu Times）成立於1997年，是台灣澎湖縣在地的綜合型時報。初期由創辦人曾正修四人草創於澎湖縣，報社位於馬公市。內容以澎湖當地有關的人、事、物為主，是在本地歷史悠久、發行量最高的地方報紙。

## 簡史
1996年中，澎湖地區唯一的一家由國防部所屬澎湖防衛司令部轄下經營，向軍方及民間發行的「建國日報」，因受立法委員強烈質詢，解除戒嚴之後不應該有軍方報紙，應該立即停刊，故而，澎湖地區將失去一份專屬於社區的報紙。
曾正修源為澎湖地區建築商人，1995到大陸經商，1996年他返回澎湖時聽聞建國日報即將停刊，並且，地區相關業界並無人有創立新報之意願，即邀友人黃政雄(時任地方法院警長)、許宗正(醫師)、李林愛(家庭主婦)於1997年1月1日以半開四個版試刊發行。
試刊發行期間，每週發行一次，以地區重要新聞為主。創刊設址於澎湖縣馬公市中華路267號6樓，在加入許宗正為股東後，以其座落澎湖縣馬公市復國路5號的房屋一棟為租金折抵股金，報社及遷往上述地址營業。
試刊三個月後改為正式每日發行，在面臨股本被燒盡之窘境，曾正修再對外對外招募資金，此階段有莊光輝(澎湖縣政府課長以其母親莊林香)、許朝鑒(中華瓦斯分裝廠負責人)、榮家和(嘉禾廚具行負責人)、陳進兩(混泥土廠負責人)等四人加入。
因澎湖地區商業行為多屬小型，居民以老少為主，節儉純樸，故廣告來源稀少，報份推銷不易，兩個月後，仍然陷入資金困境，此時與台北印刷商人周忠義、電腦打字排版商簡朝明洽談入股合作事宜，取得共識，澎湖時報到1997年止12月底共有股東十人。
1998年中，再度發生資金短缺問題，再向股東要求增資，大部份人皆無意願，且尋找同為股東者賣股。當時僅有許朝鑒一人有增資意願，並願意分別購買其他股東之股份，1999年許朝鑒獲得絕大部份股權，取得董事長與發行人之職務，創辦時期股東僅剩下莊林香一人。
由於資金覓集困難，兩年間增資、增加股東達十人，第二年起改由許朝鑒擔任發行兼任董事長，並持有95%股權。
2008年5月股東莊林香之子莊光輝擔任澎湖時報總編輯，其母退出其股東身分，許朝鑒及家族擁有澎湖時報全部股權。
澎湖時報發行對象以澎湖縣境內為主，台灣則以澎湖籍鄉親、相關機關為輔，現有發行量 完全涵蓋澎湖地區機關團體、各級領導、公司行號，另外同步於網路發行電子報www.penghutime.com.tw，報導內容以  澎湖地區新聞與澎湖有關的人、事為主、是澎湖地區歷史最為悠久、發行量最大的報紙。
2011年元月新團隊加入，由前中央通訊社駐俄羅斯特派記者擔任社長，掌握台灣五都選舉後政經發展因應兩岸簽訂經濟合作協議ECFA後情勢變化，得到報社董事會一致支持，以「為邊陲弱勢發聲」為號召，積極籌劃澎湖時報增張，成立全國版與大陸新聞版，並且在台灣發行，預定以台北、高雄、台南、屏東為重點，結合其他縣市澎湖同鄉會發展報份，初期以三萬份有費報為目標。並將澎湖時報電子報數位化，新增張改版日期為2011年3月1日。
2016年張弘光卸任社長，由呂彥彰接任社長。
2019年股權結構重組，許朝鑒退出股東身分，新力旺集團擁有澎湖時報全部股權。因部分讀者反映報導內容在政治方面著墨較多，新的管理層對報導方向做出調整，除了政策宣導及社會新聞之外的版面，改為介紹風土民情、旅遊及美食等生活化資訊。
2020年6月由趙政霖接任社長，並遷移至馬公市陽明路現址。7月起配合花火節，將週末的第八版改為特輯形式，以村里為單位深入介紹各地。12月亞果遊艇集團推派黃裕庭出任董事長之職。

## 報版
目前，該報共有八個版：
1. 焦點，報導當天最重要新聞與各版頭題摘要。
2. 菊島要聞，報導縣府施政、重大建設、重大社會事件等。
3. 街頭巷尾，報導社會脈動、鄰里活動、趣聞等。
4. 菊島風情，報導風土人情、藝文、奇景等。
5. 房屋買賣，房屋仲介廣告。
6. 房屋買賣，房屋仲介廣告。
7. 時刻表，班機定期航班表、醫院門診表與文化局藝文活動訊息。
8. 樂生活，介紹旅遊資訊（以澎湖為主）、話題美食、生活小撇步等。

## 外部來源
- 澎湖時報電子新聞網 （页面存档备份，存于）